# كريستوفر إرهارت
كريستوفر إرهارت (بالإنجليزية: Christopher Erhardt)‏ هو منتج ألعاب فيديو أمريكي، ولد في 23 ديسمبر 1958 في سياتل في الولايات المتحدة، وتوفي في 3 ديسمبر 2012 في إساكوه في الولايات المتحدة.